# Фадеев, Максим Александрович
Макси́м Алекса́ндрович Фаде́ев (род. 6 мая 1968, Курган) — советский и российский певец, композитор, поэт-песенник, музыкальный продюсер, автор-исполнитель, аранжировщик, режиссёр, кинооператор и телепродюсер. Заслуженный деятель искусств Российской Федерации (2022).

## Биография

### Детство и сольная карьера
Максим Александрович Фадеев родился 6 мая 1968 года в городе Кургане Курганской области. Отец Александр Иванович Фадеев (1941—2016) — был завучем в музыкальном училище, мать Светлана Петровна Фадеева (род. 1947) — музыкальным руководителем во Дворце культуры строителей.
С 5 лет Максим стал ходить в музыкальную школу при Курганском музыкальном училище. В 12-13 лет научился играть на бас-гитаре. В 15 лет поступил в Курганское областное музыкальное училище сразу на два отделения — дирижёрско-хоровое и фортепианное. Постепенно научился играть на акустической гитаре.
В 17 лет, после тренировки в спортивном зале, попал в реанимацию с обострившимся пороком сердца (проблемы с перегородкой). Во время операции пережил клиническую смерть. После этого случая Фадеев начал сочинять песни. Первая из них называлась «Танцуй на битом стекле». Именно тогда он начал мечтать о музыкальной карьере.
В юности играл в местной музыкальной группе при ДК Машиностроителей, затем пел как бэк-вокалист в группе «Конвой», с лидером которой возникли разногласия, после чего Максим вышел из состава группы, а через некоторое время из неё вышел и сам лидер. Максима попросили вернуться, но уже как солиста. Группа стала работать от Курганской областной филармонии, где худруком был А. И. Фадеев, отец М. А. Фадеева. В это время на почве раздела шоу-бизнеса М. Фадеева изувечили бандиты. Ему сломали лодыжки, перебили пальцы и оставили умирать в лесу. После восстановления здоровья М. Фадеев продолжил выступать в группе «Конвой».
В 1989 году был отправлен для участия в конкурсе «Юрмала-89», прошёл зональный отборочный тур в Екатеринбурге и отбор в Москве. Конкурс тем временем превратился в «Ялту-90», где Максим занял 3-е место. За это он получил премию в размере 500 рублей. Постепенно талант Макса стал приносить ему известность, но не певческую, а музыкантскую — он получает заказы на джинглы, заставки, музыку для рекламы.
Шоумен Сергей Крылов пригласил Фадеева в Москву, пообещав поддержку. Прожив некоторое время в Омске и Екатеринбурге, Максим в 1993 году переехал в столицу, где стал работать аранжировщиком на студии звукозаписи, работал с такими известными музыкантами, как Лариса Долина, Валерий Леонтьев, Вячеслав Малежик.
По словам Максима Фадеева, когда он начал жить в Москве, то понял, что не будет развивать свою певческую карьеру, так как все его попытки появиться на радио и телевидении со своим музыкальным материалом заканчивались рецензией «неформат». «Я был не нужен, потому что делал музыку, непохожую на всё то, что звучало на радио в то время и что получало одобрение тогдашних музыкальных редакторов. Именно они и сломали моё желание выступать сольно», — сказал Фадеев в интервью 2008 года.
31 мая 2024 года Фадеев представил композицию Salta, памяти Салтанат Нукеновой, жестоко убитой в Астане своим гражданским мужем — экс-министром экономики Казахстана Куандыком Бишимбаевым.

### Линда, Германия
В 1993 году Фадееву позвонил Фёдор Бондарчук и предложил послушать девушку, которая искала себе талантливого аранжировщика. В 1993 году начинается сотрудничество Фадеева и певицы Светланы Гейман, которая впоследствии стала известна как Линда. Для работы над первым альбомом певицы в начале 1994 года приглашалась группа «Конвой». Их творческий союз продолжался до 1999 года и был очень успешным. Макс обрел грандиозную популярность в массах, специалистов же восхищало невиданное до этого на отечественной поп-сцене качество музыкального продукта.
Рекордное количество зрителей за всю историю российского шоу-бизнеса — 400 000 зрителей собрал совместный концерт Максима Фадеева и Линды на «Певческом поле» в г. Киеве 1 сентября 1997 года. Позже телетрансляцию этого концерта осуществил украинский телеканал «Интер». «Я отдал этой певице все, что я умел на тот момент, — говорит Максим Фадеев. — А Линда вкладывала все, что она умела, поэтому и получился такой проект». Именно в момент сотрудничества с Линдой Фадеев осознал, что ему интереснее заниматься продюсированием. За время работы с Линдой Максим Фадеев написал и спродюсировал для неё 6 альбомов, из которых 1 получил статус «платинового» и 1 — «золотого». В период работы с Фадеевым — с 1994 по 1998 год Линда 9 раз получала титул «Певицы года» (по версиям музыкальных СМИ)[где?].
Во время работы с этим проектом Фадеев переехал в Германию и там писал музыку для кино. Всего им были сочинены звуковые дорожки к пяти фильмам и спродюсирована музыкальная группа Oil Plant. Затем Фадеев переехал в Чехию, где писал музыку к российскому фильму «Триумф» и создал музыкальные группы Total и «Монокини».

### 2003 — Возвращение в Россию, «Фабрика звёзд», Глюк’oZa
В 2003 году глава Первого канала Константин Эрнст пригласил Максима стать продюсером музыкального телепроекта «Фабрика звёзд-2». Незадолго до старта этого телепроекта, в конце 2002 года, вышла песня «Ненавижу» новой подопечной Фадеева — певицы Глюк’oZы.
Благодаря этому телешоу стали широко известны новые молодые исполнители: Полина Гагарина, Елена Темникова, Юлия Савичева, Иракли, Пьер Нарцисс. Юлия Савичева представляла Россию на международных конкурсах Worldbest-2004 и «Евровидение 2004», где с песней «Believe» заняла 11-е место. Елена Темникова представляла Россию на международном конкурсе песни «Евровидение 2007» в составе группы Serebro, где с песней Song #1 заняла 3-е место. Полина Гагарина в 2015 году заняла на этом конкурсе 2-е место.
В марте 2011 года Первый канал объявил о запуске нового шоу: «Фабрика звёзд. Возвращение». В проекте приняли участие известные выпускники проекта «Фабрика звёзд» прошлых лет вместе со своими продюсерами. Максим Фадеев отказался от участия в новом шоу Первого канала. Вслед за Максимом Фадеевым от участия в проекте отказалась и Алла Пугачёва, вместе с которой они в качестве сопродюсеров работали на Фабрике звёзд-5. В качестве причины отказа Алла Пугачёва назвала тот факт, что привыкла работать с Максом Фадеевым, а он участвовать в шоу не будет.

### Продюсерский центр

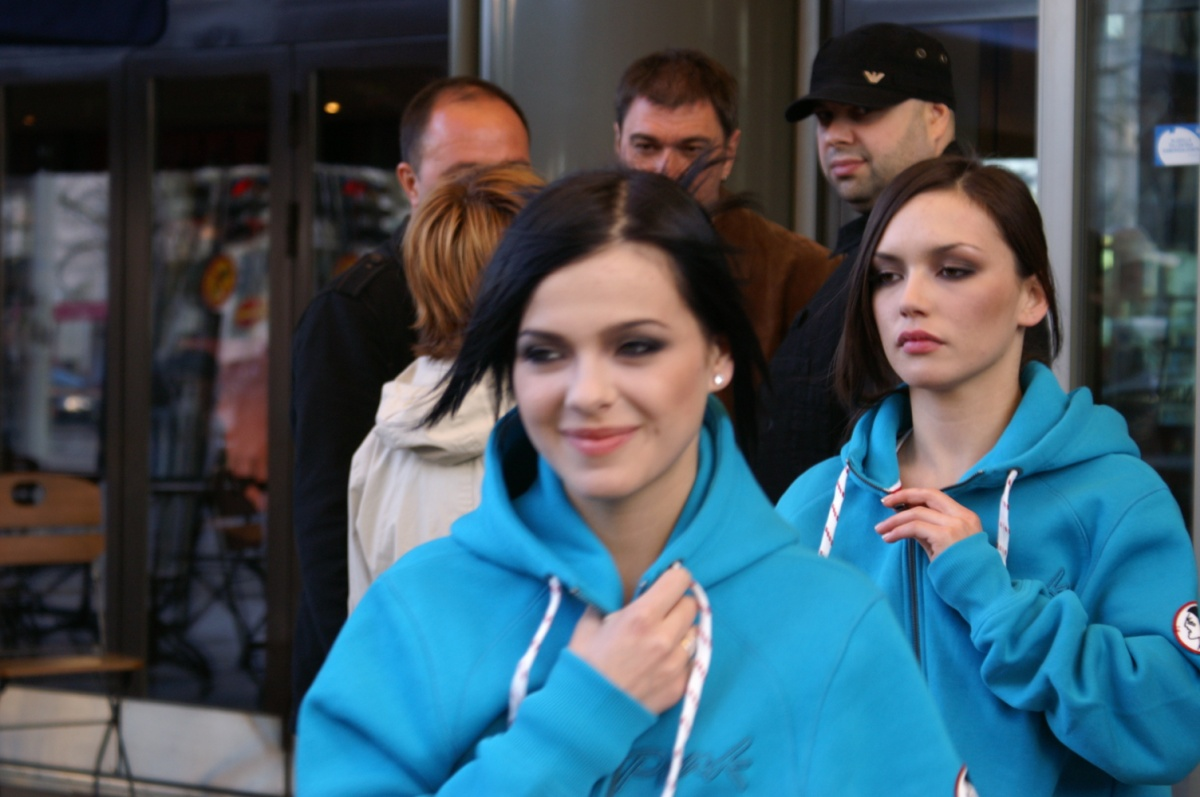
После выступления группы Serebro на Евровидении-2007

В 2003 году Максим Фадеев создал свой продюсерский центр и стал совладельцем лейбла «Монолит Рекордс». В 2004 году он стал сопродюсером телепроекта «Фабрика звёзд-5».
В 2005 году российские СМИ сообщили, что Максим Фадеев стремительно теряет слух и, вероятно, вынужден будет на какое-то время оставить музыкальную деятельность. Позднее в интервью Максим признался, что даже думал о самоубийстве, но затем оставил эту мысль после того, как по его словам, «мою жизнь спасли Лариса Синельщикова и Шабтай Калманович».
В 2006 году было основано женское трио Serebro, солисткой которой являлась участница «Фабрика звёзд-2» — Елена Темникова. В 2007 году трио заняло 3-е место на конкурсе песни «Евровидение», а в апреле 2009 года был выпущен альбом «ОпиумRoz», все песни к которому были написаны Фадеевым. Также Максимом были сняты все видеоклипы группы.
В 2007 году Максимом Фадеевым совместно с Глюк’oZой была создана компания «Глюкоза продакшн», которая в тот же год приступила к созданию анимационного фильма «Савва. Сердце воина» в формате 3D.
В январе 2010 года в эфире программы «Утро России» (телеканал «Россия-1») Максим Фадеев поддержал инициативу партии «ЛДПР» о внесении в Государственную думу законопроекта о квотировании русской музыки в радиоэфире.
15 марта 2018 года Продюсерский центр Максима Фадеева (сокращённо ПЦМФ) был закрыт. Были расторгнуты все контракты продюсера с артистами. Вместо ПЦМФ появился музыкальный лейбл MALFA (аббревиатура от англ. Maksim ALeksandrovich FAdeev; рус. Максим АЛександрович ФАдеев), деятельность которого строится на партнёрских отношениях с артистами.
30 октября 2019 года Фадеев записал официальное обращение на Youtube-канале лейбла MALFA, в котором объявил, что расторгает контракты со всеми артистами лейбла и оставляет артистам права на песни, записанные в сотрудничестве с лейблом.
6 декабря 2019 года Фадеев опубликовал пост в своём официальном Instagram-канале, в котором представил новый проект лейбла MALFA.
В июле 2021 года Фадеев сообщил, что права на музыку и образы его музыкальных проектов, в том числе певицы Глюкозы, групп Serebro и Total, проданы новому владельцу, пожелавшему остаться неизвестным.

### Мультфильм «Савва. Сердце воина»
В 2007 году на основе написанной Максимом Фадеевым книги «Savva» и по созданному им же оригинальному сценарию компания «Глюкоза Продакшн» начала работы по производству полнометражного анимационного 3D-фильма с одноимённым названием. Известно, что прототипом главного героя мультфильма является сын Максима Фадеева — Савва. Презентация фильма состоялась в октябре 2015 года в образовательном центре «Сириус» города Сочи с участием Президента России В. В. Путина и лауреатов Всероссийского конкурса «Учитель года России».
В 2010 году известный американский сценарист Грегори Пуарье сделал адаптацию литературного сценария для американского рынка. Максим Фадеев является режиссёром и автором всего музыкального материала к мультфильму. В июле 2014 года было анонсировано обновлённое название мультфильма — «Савва. Сердце воина».
16 апреля 2015 года Максим Фадеев представил новую сольную композицию под названием «Breach the Line», которая станет частью саундтрека к мультфильму. Предполагается, что Дарина Иванова исполнит песню «Верю я».

### «Голос. Дети» и конфликт[прояснить]с Первым каналом
В феврале 2014 года состоялась телевизионная премьера шоу «Голос. Дети», в котором Максим Фадеев предстал в роли одного из наставников. По итогам зрительского голосования в финале шоу, воспитанница его команды Алиса Кожикина стала победительницей шоу с результатом 58,2 % голосов. В 2014 году Кожикина представила Россию на конкурсе «Детское Евровидение» с песней «Dreamer», написанной для неё Фадеевым и солисткой группы Serebro Ольгой Серябкиной и заняла 5 место в финале. На протяжении 2014 года участники команды Максима Фадеева из телепроекта «Голос. Дети» дали более 50 концертов в городах России Из участниц своей команды Дарины Ивановой, Ирины Морозовой и Анны Егоровой весной 2014 года Фадеев сформировал группу «3G». 15 сентября 2014 года вышел первый клип группы под названием «Звонки».
13 февраля 2015 года на Первом канале стартовал второй сезон шоу «Голос. Дети», победителем которого стала Сабина Мустаева, воспитанница Фадеева. В 3-м сезоне Фадеев участвовать отказался, его заменил Леонид Агутин.

### Опера «Страсти Христовы»
В январе 2011 года была обнародована информация о том, что Максим Фадеев приступил к написанию либретто к опере «Страсти Христовы». Планировалось, что премьера оперы состоится в 2013 году.

### Конфликт с Виталием Милоновым
30 ноября 2017 года в эфире шоу видеоблогера Big Russian Boss (рус. Большой Русский Босс; настоящее имя — Игорь Лавров) депутат Государственной думы РФ Виталий Милонов грубо оскорбил солистку группы «Серебро» Ольгу Серябкину. Позднее Милонов объяснил свои слова в адрес Серябкиной тем, что в его понимании она является лесбиянкой, которая якобы «очень агрессивно себя ведет по отношению к традиционной семье», а также «преподносит свою болезнь, девиантное поведение и сумасшествие в качестве нормы». На следующий день Максим Фадеев разместил в своем Instagram два поста с фотографией Виталия Милонова, в подписи к котором написал, что считает депутата «политическим навозным жуком», который «вечно бегает по разным ТВ-передачам, верещит про геев, про казаков с нагайками и постоянно говорит о сексе». «Любой психолог вам скажет, что человек, который постоянно набрасывается на людей с нетрадиционной сексуальной ориентацией, демонстрирует им свою явную ненависть, свое презрение и делает это очень громко и регулярно, проявляет свою латентную принадлежность», — заключил Фадеев, отметил также, что готов при встрече по-мужски объяснить Милонову, «как нужно разговаривать мужчине с женщиной».

### Новая Глюк'oZa
28 декабря 2023 года Максим Фадеев заявил про отзыв права дальнейшего использования псевдонима Глюк'oZa у Натальи Чистяковой-Ионовой за участие в «почти голой» вечеринке. Позже Фадеев возобновил проект «Глюк'oZa» с другой солисткой, но «с изначальной концепцией». 19 апреля 2024 года вышел первый сингл нового проекта – «Мыши». Некоторое время после этого Чистякова-Ионова продолжала использовать псевдоним Глюк'oZa, из-за чего возникла путаница на стриминговых сервисах.

## Общественная позиция
Во время президентских выборов 2018 года был доверенным лицом Владимира Путина.
В 2020 году осудил насилие над участниками протестов в Белоруссии: «Жестокость и мерзость, с которой действует озверевший Лукашенко, не поддается никакому анализу!». В 2022 году посетил Белоруссию, похвалив «Батьку, которому удалось сохранить абсолютно всё, что было гордостью советского времени». Свой старый пост с осуждением Лукашенко он назвал диверсией SMMщика.
Максим Фадеев поддержал российское вторжение на Украину, совместно с Григорием Лепсом выпустил песню «Родина-мать» в поддержку нападения на Украину. Лидера группы «Машина времени» Андрея Макаревича, который осудил российское нападение, Фадеев сравнил с Йозефом Менгеле. По собственным словам, из-за поддержки российской агрессии, он «лишился всех регалий на Западе», а также заявил, что у него «забрали все деньги, арестовали все счета».
В 2024 году стал доверенным лицом кандидата в президенты России Владимира Путина.

## Семья
Отец — Александр Иванович Фадеев (20 июля 1941, Ярославль — 18 марта 2016, Курган), композитор, заслуженный деятель искусств, автор музыки более чем к двадцати спектаклям Курганского и Шадринского драматических театров и театра кукол «Гулливер». В их числе — «За Уральскою грядой», «Шадринский гусь», «А зори здесь тихие…», а также музыка к детским спектаклям, среди которых — «Музыкальная табакерка», «Спящая красавица», «Гадкий утёнок». Автор музыки к опере «Метель».
Мать — Светлана Петровна Фадеева (род. 11 января 1947), музыкальный руководитель во Дворце культуры строителей, известная исполнительница русских и цыганских песен и романсов.
Брат — Артём Фадеев (род. 9 мая 1975, Курган), композитор и продюсер. Автор песен Кати Лель, Глюк’Ozы, группы «Monokini». В 2009 году Артём Фадеев написал музыку для детского мюзикла «Моя зубастая няня».
Двоюродный дед — Тимофей Белозёров (1929—1986), советский поэт, заслуженный работник культуры РСФСР.
Первая жена — Галина, брак через короткое время распался.
Жена — Наталья Фадеева, бывший гримёр певицы Линды. Из-за ошибки врачей потеряли дочь-первенца.
Сын Савва Фадеев (род. 28 сентября 1997).

## Дискография

### Студийные альбомы
- 1991 — Танцуй на битом стекле
- 1997 — Ножницы
- 1999 — Нега
- 2001 — Triumph
- 2016 — Oil Plant (инструментальный альбом)

### Синглы
| Год  | Сингл                                          | Альбом                                        |
| ---- | ---------------------------------------------- | --------------------------------------------- |
| 2013 | «Сицилия» (совм. с Глюк’oZой)                  | без альбома                                   |
| 2015 | «Вдвоём» (совм. с Наргиз)                      | Шум сердца (альбом Наргиз)                    |
| 2015 | «Breach The Line»                              | без альбома                                   |
| 2016 | «С любимыми не расставайтесь» (совм. с Наргиз) | без альбома                                   |
| 2017 | «Прости, моя любовь» (совм. с Эмином)          | Прости, моя любовь (альбом Эмина)             |
| 2017 | «Орлы или вороны» (совм. с Григорием Лепсом)   | ТыЧегоТакойСерьёзный? (альбом Григория Лепса) |
| 2018 | «Главная тема шоу „ПЕСНИ“» (совм. с Тимати)    | Шоу «ПЕСНИ» (OST)                             |
| 2018 | «Одно и то же»                                 | без альбома                                   |
| 2018 | «Рассыпая серебро» (совм. с MOLLY)             | Косатка в небе (альбом MOLLY)                 |
| 2018 | «Новая колыбельная»                            | без альбома                                   |
| 2018 | «Притяженья больше нет» (совм. с SEREBRO)      | без альбома                                   |
| 2018 | «Стану ли я счастливей?»                       | без альбома                                   |
| 2018 | «Пьяная пятница»                               | без альбома                                   |
| 2019 | «Rock The Silence»                             | без альбома                                   |
| 2019 | «Лёд»                                          | без альбома                                   |
| 2020 | «Гугуша»                                       | без альбома                                   |
| 2020 | «До предела» (совм. с Валерией)                | без альбома                                   |
| 2020 | «Тем, кто рядом» (совм. с Юлианной Карауловой) | без альбома                                   |
| 2021 | «Останься»                                     | без альбома                                   |
| 2022 | «Выживший»                                     | без альбома                                   |
| 2023 | «Обязательно вернусь»                          | без альбома                                   |
| 2024 | Salta (памяти Салтанат Нукеновой)              |                                               |

### Синглы проекта«MALFA»
| Год  | Сингл            | Альбом      |
| ---- | ---------------- | ----------- |
| 2018 | «So Long»        | без альбома |
| 2021 | «All Over Again» | без альбома |

## Фильмография
| Год  | Фильмы и мультфильмы   | Фильмы и мультфильмы             |
| ---- | ---------------------- | -------------------------------- |
| 1999 | «Затворник»            | композитор                       |
| 2000 | «Триумф»               | композитор                       |
| 2007 | «Кука»                 | композитор                       |
| 2008 | «Чемпион»              | композитор                       |
| 2015 | «Савва. Сердце воина»  | режиссёр, сценарист и композитор |
| 2024 | «Бременские музыканты» | композитор                       |
| 2024 | «Авиатор»              | композитор                       |

## Проекты
В 2014—2015 годах Максим Фадеев был наставником в проекте «Голос. Дети» вместе с Пелагеей и Димой Биланом.
В 2015 году Максим Фадеев стал наставником проекта «Главная сцена».
В 2018 году стал наставником проекта «Песни» на ТНТ вместе с Тимати.
В 2019 году лейбл MALFA начал перезагрузку, и первыми участниками стала группа «INKI».
В 2024 году Максим Фадеев представил новый состав группы «Serebro» и проект «Глюк’oZa» с другой участницей.

### Текущие артисты
| Артист   | Реальное имя / Состав группы | Годы работы с лейблом | Примечания                                              |
| -------- | --- | --------------------- | ------------------------------------------------------- |
| Глюк’oZa | 2002–2006: Наталья Чистякова-Ионова, Артём Семенкович, Денис Вискунов, Антон Лымарев, Кирилл Савичев, Владимир Горовенко 2007–2018: Наталья Чистякова-Ионова с 2024: неизвестная солистка | 2002–2018; с 2024     | в 2002–2006 – группа, после – проект из одной певицы(?) |
| Serebro  | разные участницы группы с 2024: Дарья Кузнецова, Айгуль Валиулина, Диана Рак | 2006–2019; с 2024     | группа                                                  |

### Бывшие артисты лейбла ПЦФ/MALFA
| Артист                 | Реальное имя / Состав группы | Годы работы с лейблом | Примечания |
| ---------------------- | --- | --------------------- | --- |
| Лора                   | Лариса Смелова | 1994                  | певица |
| Линда                  | Светлана Львовна Гейман | 1994—1999             | сотрудничала с группой «Конвой» |
| Total                  | Марина Черкунова и другие участники группы | 2000—2002             | группа |
| Monokini               | Татьяна Викторовна Милушкова и, возможно, другие участники группы | 2001—2006             | группа или проект из одной певицы |
| Мария Ржевская         | Мария Викторовна Ржевская | 2003—2004             | участница 2 сезона шоу «Фабрика звёзд» |
| Елена Темникова        | Елена Владимировна Темникова | 2003—2005             | до 2006 года работала с лейблом как сольная певица, в 2006–2014 – как участница группы «Serebro»                                                                |
| Иракли                 | Ираклий Леонидович Пирцхалава | 2003—2010             | участник 2 сезона шоу «Фабрика звёзд» |
| Пьер Нарцисс           | Мудио Мукуту Пьер Нарцисс | 2003—2010             | участник 2 сезона шоу «Фабрика звёзд» |
| Юлия Савичева          | Юлия Станиславовна Савичева | 2003—2018             | участница 2 сезона шоу «Фабрика звёзд» |
| Руслан Масюков         | | 2004—2005             | победитель 5 сезона шоу «Фабрика звёзд» |
| Перцы                  | Андрей Вдовенко, Федерико Кортес | 2004—2005             | группа |
| Кука                   | Елена Сергеевна Кукарская | 2004—2009             | участница 5 сезона шоу «Фабрика звёзд» |
| Катя Лель              | Екатерина Николаевна Чупринина | 2004—2011             | певица |
| Нэцке                  | Юлианна Караулова, Аксинья Вержак, Дарья Клюшникова | 2005                  | группа была основана во время 5 сезона шоу «Фабрика звёзд» |
| Дарья Клюшникова       | | 2005                  | начала работать с лейблом как участница группы «Нэцке», после единственного выступления группы продолжила как сольная певица                                    |
| Елена Терлеева         | Елена Владимировна Терлеева | 2005—2008             | победительница 2 сезона шоу «Фабрика звёзд» |
| Мадам Баттерфляй       | Олег Безинских | 2006                  | певец |
| Виктория Ильинская     | Виктория Владимировна Ильинская | 2007—2010             | певица |
| Voron                  | Леонид Васильевич Ефименко, Антон Сергеев, Владислав Меньщиков, Георгий Петренко, Виктор Коновалов                                                                       | 2008—2009             | группа |
| Митя Фомин (Oil Plant) | Дмитрий Анатольевич Фомин | 2009                  | экс-участник группы «Hi-Fi» |
| Катя Разумовская       | Екатерина Разумовская | 2009—2010             | певица |
| Yo-Yo                  | неизвестная солистка | 2010                  | группа или проект из одной певицы |
| KIT-I                  | Гриша Raduga, Соня Финк, Паша Скитлс, Сергей Джус | 2010                  | группа |
| Milana                 | Милана Макеева | 2010—2011             | певица |
| Иля                    | | 2012                  | певец |
| Алексей Сулима         | Алексей Мехряков | 2012—2014             | победитель 2 сезона шоу «Фактор А» |
| Алиса Кожикина         | Алиса Алексеевна Кожикина | 2014—2015             | победительница 1 сезона шоу «Голос. Дети» |
| 4G                     | Дарина Иванова, Ирина Морозова, Анна Егорова, Софья Голубева | 2014—2017             | группа из участниц 1 сезона шоу «Голос. Дети» (сначала называлась «3G»)                                                                                         |
| Саша Жемчугова         | | 2014—2018             | певица |
| MOLLY                  | Ольга Юрьевна Серябкина | 2014—2019             | в 2006–2019 работала с лейблом как участница группы «Serebro», с 2014 параллельно работала как сольная певица под псевдонимом сначала Holy Molly, позже – Molly |
| Наргиз                 | Наргиз Пулатовна Закирова | 2014—2019             | победительница 2 сезона шоу «Голос» |
| Игорь Пиджаков         | | 2015—2016             | участник проекта «Главная сцена» |
| Роза Герц              | Анастасия Матренина | 2016                  | певица |
| Нюта                   | Анна Байдавлетова | 2016—2018             | экс-участница групп «Nine lives» и «Ранетки» |
| ЕВА                    | Ксения Бракунова | 2016—2019             | певица |
| Олег Майами            | Олег Кривиков | 2016—2019             | участник 4 сезона шоу «Голос» |
| Кэт Морси              | Юлия и Юрий Семеняк | 2017—2018             | группа |
| Cartel                 | Тумар Лебедев, Зарина Туликова | 2017—2018             | группа |
| PK                     | Кирилл Витальевич Пушкарёв | 2017—2018             | певец |
| Исайя                  | Александр Панасюк | 2017—2019             | ранее выступал под псевдонимом L-Jane |
| Lily                   | Лилия Тарадыменко | 2018                  | певица |
| Хабиб                  | Хабиб Шарипов | 2018—2019             | участник 1 сезона шоу «Песни» |
| Кристина Кошелёва      | | 2018—2019             | участница 1 сезона шоу «Песни» |
| Евгения Майер          | Евгения Микова | 2018—2019             | участница 1 сезона шоу «Песни» |
| appledream             | Виктор Сергеевич Овсянкин | 2018—2019             | рэпер |
| Magnetus               | Серафим Дубанов, Антон Дабрундашвили и другие | 2018—2019             | мужской хор; участвовал в 1 сезоне шоу «Песни» (под названием «Русский формат»)                                                                                 |
| Мирный                 | Артём Мирный | 2019                  | певец |
| Dono                   | Доно Адамовна Насырова | 2019                  | участница кастинга в группу «Serebro», вместо места в группе получила сольный проект                                                                            |
| Kami Xxo               | | 2019                  | певица |
| Tereza                 | Ивана-Тереза Диуро | 2019                  | певица |
| Fika                   | Софья Голубева | 2019                  | в 2014–2017 работала с лейблом как участница группы «4G», в 2019 – как сольная певица Fika                                                                      |
| INKI                   | Ash (Асет Кайратулы Ашмакын), Aim (Султанали Эсгалиевич Гурманов), Era (Эрнар Халамиулы Хазез), Ayu (Султан Хаирсапиевич Хаирсапиев), Ayzen (Эльдар Русланович Узенбаев) | 2019—2020             | K-pop-группа |
| Mayrun                 | Марианна Кочурова | 2020                  | в 2019 работала с лейблом как участница группы «Serebro», в 2020 – как сольная певица Mayrun                                                                    |
| Manchzz                | Мария Журавлёва | 2020—2021             | певица |

## Продюсирование
| Год  | Исполнитель              | Альбом                                  | Лейбл                 |
| ---- | ------------------------ | --------------------------------------- | --------------------- |
| 1990 | Maxim Fadeev & Convoy    | The dance on the broken glass           | Polymix records       |
| 1991 | Макс Фадеев              | Танцуй на битом стекле                  | J.S.P. Company        |
| 1992 | Максим Фадеев & «Конвой» | Танцуй на битом стекле (LP)             | Polymix records       |
| 1992 | Лора                     | Мадам Париж                             | Студия 8              |
| 1995 | Линда                    | Песни тибетских лам                     | C.M.P                 |
| 1995 | Линда                    | Танцы тибетских лам                     | C.M.P                 |
| 1996 | Линда                    | Ворона                                  | J.S.P. Company        |
| 1997 | Макс Фадеев              | Ножницы                                 | J.S.P. Company        |
| 1997 | Линда                    | Ворона. Remix remake                    | J.S.P. Company        |
| 1997 | Макс Фадеев              | Нега                                    | J.S.P. Company        |
| 1998 | Линда                    | Концерт                                 | JAM                   |
| 1999 | Линда                    | Плацента                                | REAL Records          |
| 1999 | Линда                    | Белое на белом                          | REAL Records          |
| 1999 | Линда                    | Ворона remix remake (LP)                | C.M.P                 |
| 2001 | Monokini                 | Дотянуться до солнца                    | Iceberg music         |
| 2001 | TOTAL                    | 1+                                      | REAL Records          |
| 2001 | Максим Фадеев            | The Red One. Triumph                    | GEMA                  |
| 2003 | Фабрика звёзд 2          | Фабрика звёзд 2                         | Студия Монолит        |
| 2003 | Глюк’oZa                 | Глюк’oZa Nostra                         | Студия Монолит        |
| 2004 | Фабрика звёзд 2          | Часть 2                                 | Студия Монолит        |
| 2004 | Иракли                   | Лондон-Париж                            | Студия Монолит        |
| 2004 | Катя Лель                | Джага-джага                             | Студия Монолит        |
| 2004 | Пьер Нарцисс             | Шоколадный заяц                         | Студия Монолит        |
| 2004 | Линда                    | Жизнь                                   | J.S.P. Company        |
| 2004 | Фабрика звёзд 5          | Шоу начинается                          | Студия Монолит        |
| 2004 | Фабрика звёзд 5          | Шоу продолжается! Часть 1               | Студия Монолит        |
| 2004 | Фабрика звёзд 5          | Шоу продолжается! Часть 2               | Студия Монолит        |
| 2004 | Фабрика звёзд 5          | Финальное шоу! Часть 1                  | Студия Монолит        |
| 2004 | Фабрика звёзд 5          | Финальное шоу! Часть 2                  | Студия Монолит        |
| 2004 | Фабрика звёзд 5          | Финальное шоу! Часть 3                  | Студия Монолит        |
| 2005 | Юлия Савичева            | Высоко                                  | Студия Монолит        |
| 2005 | Глюк’oZa                 | Москва                                  | Студия Монолит        |
| 2005 | Юлия Савичева            | Если в сердце живёт любовь              | Студия Монолит        |
| 2006 | Юлия Савичева            | Магнит                                  | Студия Монолит        |
| 2006 | TOTAL                    | 2 Мой мир                               | Мистерия звука        |
| 2007 | SEREBRO                  | Song #1                                 | No label              |
| 2007 | TOTAL                    | 2+ Live                                 | Мистерия звука        |
| 2008 | Юлия Савичева            | Оригами                                 | Студия Монолит        |
| 2009 | SEREBRO                  | ОпиумRoz                                | Студия Монолит        |
| 2009 | Анжелика Агурбаш         | Любовь! Любовь? Любовь…                 | Студия Монолит        |
| 2012 | Googoosha                | Googoosha                               | Gamma Productions     |
| 2012 | SEREBRO                  | Mama Lover                              | Sony Music/Vae Victis |
| 2012 | Юлия Савичева            | Сердцебиение                            | Студия Монолит        |
| 2016 | 4G                       | Звонки                                  |                       |
| 2016 | Наргиз                   | Шум Сердца                              | Студия Монолит        |
| 2018 | Песни                    |                                         | ТНТ                   |
| 2018 | Максим Фадеев            | Ангелы (Зимняя Вишня Кемерово 25.03.18) |                       |
| 2018 | Максим Фадеев            | Одно и тоже                             |                       |

## Аранжировки
| Год  | Исполнитель           | Альбом                        | Аранжировки |
| ---- | --------------------- | ----------------------------- | --- |
| 1990 | Maxim Fadeev & Convoy | The dance on the broken glass | 1. Время диких зверей 2. Иди на свет 3. Кокаин 4. Иди! 5. Игра без огня 6. Белый дым 7. Кто ты 8. Посвящение Женькиной Ленке 9. Колыбельная 10. Танцуй на битом стекле 11. Воскреси! 12. Крохотный дуэт 13. Королева 14. Вальс 15. Господи! 16. Опера 17. Я войду…                                                                        |
| 1991 | Макс Фадеев           | Танцуй на битом стекле        | 1. Время диких зверей 2. Иди на свет 3. Кокаин 4. Иди! 5. Игра без огня 6. Белый дым 7. Кто ты? 8. Моей Ленке 9. Колыбельная 10. Танцуй на битом стекле 11. Воскреси! 12. Крохотный дуэт 13. Королева 14. Вальс 15. Господи! 16. Опера 17. Я войду…                                                                                       |
| 1992 | Лора                  | Мадам Париж                   | 1. Мадам Париж 2. Леди сон 3. Сказка 4. Каролина 5. Я тебя не зову 6. Хиппи Малышка 7. Не уходи 8. Жёлтый песок 9. Мой ласковый и нежный друг 10. Колыбельная |
| 1994 | Линда                 | Песни Тибетских лам           | 1. Сделай так 2. Беги на цыпочках 3. Песни тибетских лам 4. Мало огня 5. Танец под водой 6. Девять ангелов 7. Девочки с острыми зубками (акустическая версия) 8. Девочки с острыми зубками 9. Купание в грязной воде 10. Я не буду стрелять 11. Киска 12. Я не останусь одна 13. Небесный город                                           |
| 1995 | Линда                 | Танцы Тибетских лам           | 1. Ожог 2. Нирвана 3. Можно купаться в грязной воде 4. Ляп, ляп, ляп 5. Пусть будет тихо 6. Распахни меня 7. Мало огня 8. Электрика I 9. Электрика II 10. Шаманка 11. Загляни за солнце 12. Поиграй со мной 13. Подарок |
| 1996 | Линда                 | Ворона                        | 1. Холод 2. Северный ветер 3. Никогда 4. Ворона 5. Марихуана 6. Сидите потише 7. Никому я тебя не отдам 8. Дикие 9. Волчица 10. Круг от руки 11. Мы 12. От холода до тепла |
| 1997 | Макс Фадеев           | Ножницы                       | 1. Акула 2. Сестричка 3. Тихо несёт вода 4. Беги по небу 5. Кусай свои губы 6. Кошка 7. Танцы на стеклах 8. Плачь и кричи 9. В области сердца 10. Ножницы 11. Бабочки |
| 1997 | Линда                 | Ворона remix remake           | 1. Ворона 2. Северный ветер 3. Никогда 4. Марихуана 5. Мы 6. Сидите потише 7. Никому я тебя не отдам 8. Ворона 2 |
| 1997 | Макс Фадеев           | Нега                          | 1. Восхождение 2. Там, где спишь 3. Когда откроешь глаза 4. Поезд в небо 5. Пульс птицы 6. Под водой 7. Одиночество 8. То, что вижу 9. Выход в чёрное 10. Выход в белое 11. Моей дочке |
| 1999 | Линда                 | Плацента                      | 1. Взгляд изнутри 2. Отпусти меня 3. Дыханье 4. Дождь 5. Я не могу 6. Золотая вода 7. На краю 8. Ангелы 9. Там где я и ты 10. 2001 |
| 1999 | Линда                 | Белое на белом                | 1. Сделай так 2. Мало огня 3. Танец под водой 4. Северный ветер 5. Никогда 6. Ворона 7. Марихуана 8. Никому тебя не отдам 9. Круг от руки 10. Отпусти меня 11. Я не могу 12. Золотая вода 13. На краю 14. Белое на белом |
| 2001 | Monokini              | Дотянуться до солнца          | Дотянуться до солнца |
| 2001 | Total                 | 1+                            | 1. Сердце в руке 2. Ну, здравствуй 3. Бьет по глазам 4. Тоска 5. Камасутра 6. Уходим на закат 7. Дальтоник 8. С добрым утром 9. Ты не говори о ней 10. Не гони 11. Дискотека 12. Я не дышу (trip-hop version) 13. Алая-тая (trip-hop version) 14. С добрым утром (trip-hop version) 15. Сердце в руке (версия Русского радио) 16. Неважно |
| 2002 | Hi-Fi                 | Remixes                       | Воскресение remake |
| 2003 | Глюк’oZa              | Глюк’oZa Nostra               | 1. Глюк’oZa Nostra 2. Шуга 3. Невеста 4. Ненавижу 5. Малыш 6. Ля мур 7. Аста ла виста 8. Моя любовь 9. Вокзал 10. Снег |
| 2003 | Фабрика звёзд 2       | Фабрика звёзд 2               | Пьер Нарцисс «Шоколадный заяц» Маша Ржевская «Когда я стану кошкой» Алексей Семёнов «Шейк» Юлия Савичева «Высоко» Полина Гагарина «Где ты» Юлия Савичева «Прощай, моя любовь» Нарцисс Пьер «Акуна Матата» Кристиан Лейних «Зажигай солнце» Юлия Савичева «Корабли» Лена Темникова «Тайна» Фабрика звёзд −2 «Гимн»                         |
| 2003 | Лена Зосимова         | -                             | Забудь |
| 2003 | Monokini              | -                             | 1.Ветер 2.Беги |
| 2004 | Иракли                | Лондон-Париж                  | Шейк |
| 2004 | Нарцисс Пьер          | Шоколадный заяц               | 1. Шоколадный заяц 2. Акуна матата |
| 2004 | Лена Зосимова         | -                             | Сорвалась с края |
| 2004 | Верка Сердючка        | Жениха хотела                 | Жениха хотела |
| 2004 | Линда                 | Жизнь                         | CD1 1. Вступление 2. Купание в грязной воде 3. Девять ангелов 4. Девочки с острыми зубками 5. Беги на цыпочках 6. Дикие 7. Танец под водой 8. Киска 9. Сидите потише 10. Круг от руки 11. Сделай так CD2 1. Ворона 2. Море 3. Северный ветер 4. Никому я тебя не отдам 5. Волчица 6. Марихуана 7. Мало огня 8. Кода                       |
| 2005 | Юлия Савичева         | Высоко                        | 1. Высоко 2. Корабли 3. Прощай, моя любовь |
| 2005 | Глюк’oZa              | Москва                        | 1. Швайне 2. Снег идёт 3. Горилла 4. К черту 5. Юра 6. Москва 7. Пипец 8. Корабли 9. Ой-ой 10. Карина |
| 2006 | Total                 | 2 Мой мир                     | Круто (пикуют страсти) |
| 2007 | SEREBRO               | Song#1/ remixes               | 1.Song # 1 (Pink) 2.Song # 1 (Green) |
| 2009 | SEREBRO               | ОПИУМROZ                      | Sound Sleep |
| 2009 | Иракли                | Сделай шаг                    | Ну и что |

## Режиссура
Максим часто является режиссёром видеоклипов для своих проектов.
| Год  | Название                    | Исполнитель     | Режиссёр                            | Оператор             |
| ---- | --------------------------- | --------------- | ----------------------------------- | -------------------- |
| 1994 | Мало огня                   | Линда           | Максим Осадчий                      | Максим Осадчий       |
| 1994 | Танец под водой             | Линда           | Максим Осадчий                      | Максим Осадчий       |
| 1994 | Сделай так                  | Линда           | Максим Осадчий                      | Максим Осадчий       |
| 1995 | Девочки с острыми зубками   | Линда           | Евгений Донской                     | Максим Осадчий       |
| 1995 | Девочки с острыми зубками-2 | Линда           | Максим Осадчий                      | Максим Осадчий       |
| 1996 | Круг от руки                | Линда           | Армен Петросян (режиссёр анимации)  | Максим Осадчий       |
| 1996 | Ворона                      | Линда           | Армен Петросян                      | Максим Осадчий       |
| 1997 | Северный ветер              | Линда           | Армен Петросян                      | Максим Осадчий       |
| 1997 | Марихуана                   | Линда           | Армен Петросян                      | Максим Осадчий       |
| 1999 | Отпусти меня                | Линда           | Максим Осадчий                      | Максим Осадчий       |
| 1999 | Взгляд изнутри              | Линда           | Максим Осадчий                      | Максим Осадчий       |
| 2001 | Сидим на облаках            | Monokini        | Макс Фадеев, Максим Осадчий         | Максим Осадчий       |
| 2001 | До встречи на звезде        | Monokini        | Максим Фадеев                       | Максим Фадеев        |
| 2001 | Уходим на закат             | Total           | Максим Фадеев, Виталий Мухамедзянов | -                    |
| 2001 | Бьёт по глазам              | Total           | Максим Фадеев                       | -                    |
| 2002 | Ненавижу                    | Глюк’oZa        | Максим Фадеев                       | -                    |
| 2003 | Долетай                     | Катя Лель       | Максим Фадеев                       | Максим Осадчий       |
| 2003 | Шива                        | Total           | Максим Фадеев                       | -                    |
| 2003 | Ой-ой                       | Глюк’oZa        | Максим Фадеев                       | Максим Осадчий       |
| 2003 | Снег идёт                   | Глюк’oZa        | Максим Фадеев                       | -                    |
| 2003 | Глюкоза Ностра              | Глюк’oZa        | Максим Фадеев                       | -                    |
| 2003 | Невеста                     | Глюк’oZa        | Максим Фадеев                       | -                    |
| 2003 | Мой мармеладный             | Катя Лель       | Максим Фадеев                       | Максим Осадчий       |
| 2003 | Когда я стану кошкой        | Мария Ржевская  | -                                   | -                    |
| 2004 | Ну здравствуй               | Total           | Максим Фадеев                       | -                    |
| 2004 | Камасутра                   | Total           | Максим Фадеев                       | -                    |
| 2004 | Не гони                     | Total           | Максим Фадеев                       | -                    |
| 2004 | Тикает                      | Monokini        | Алексей Тишкин                      | -                    |
| 2004 | Прости за любовь            | Юлия Савичева   | Максим Фадеев                       | Макс Осадчий         |
| 2004 | Лондон-Париж                | Иракли          | Максим Фадеев                       | Максим Осадчий       |
| 2004 | Шоколадный заяц             | Пьер Нарцисс    | Максим Фадеев                       | Максим Осадчий       |
| 2004 | Муси пуси                   | Катя Лель       | Максим Фадеев                       | Максим Осадчий       |
| 2005 | Швайне                      | Глюк’oZa        | Максим Фадеев                       | -                    |
| 2005 | Москва                      | Глюк’oZa        | Максим Фадеев                       | Максим Фадеев        |
| 2005 | Свадьба                     | Глюк’oZa        | Максим Фадеев                       | -                    |
| 2007 | Song #1                     | SEREBRO         | Максим Фадеев, Максим Рожков        | Алексей Андрианов    |
| 2007 | Дыши                        | SEREBRO         | Максим Фадеев                       | Алексей Андрианов    |
| 2008 | Опиум                       | SEREBRO         | Максим Фадеев                       | Алексей Андрианов    |
| 2008 | После дождя                 | KIT-I           | Максим Фадеев                       | Алексей Андрианов    |
| 2009 | Осень                       | KIT-I           | Максим Фадеев                       | Алексей Андрианов    |
| 2010 | Мое сердце                  | KIT-I           | Максим Фадеев                       | Андрей Дебабов       |
| 2010 | Вот такая любовь            | Глюк’oZa        | Максим Фадеев                       | Евгений Курицын      |
| 2008 | Танцуй, Россия!!!           | Глюк’oZa        | Максим Фадеев                       | Алексей Андрианов    |
| 2008 | Дочка                       | Глюк’oZa        | Максим Фадеев                       | -                    |
| 2009 | Скажи, не молчи             | SEREBRO         | Максим Фадеев                       | Алексей Андрианов    |
| 2009 | Деньги                      | Глюк’oZa        | Максим Фадеев                       | Евгений Курицын      |
| 2009 | Сладко                      | SEREBRO         | Максим Фадеев                       | Алексей Андрианов    |
| 2010 | Не время                    | SEREBRO         | Максим Фадеев                       | Андрей Дебабов       |
| 2011 | Давай держаться за руки     | SEREBRO         | Максим Фадеев                       | Юрий Курохтин        |
| 2011 | Скажи мне, что такое любовь | Юлия Савичева   | Максим Фадеев                       | -                    |
| 2011 | Твоя                        | Катя Лель       | Максим Фадеев                       | -                    |
| 2011 | Мама Люба                   | SEREBRO         | Максим Фадеев                       | -                    |
| 2012 | Юлия                        | Юлия Савичева   | Максим Фадеев                       | Вячеслав Матушевский |
| 2012 | Gun                         | SEREBRO         | Максим Фадеев                       | Вячеслав Матушевский |
| 2012 | Это-любовь                  | ИЛЯ             | Максим Фадеев                       | Вячеслав Матушевский |
| 2014 | Я — не твоя война           | Наргиз Закирова | Евгений Курицын                     | Евгений Курицын      |
| 2014 | Kill Me All Night Long      | MOLLY           | Максим Фадеев                       | -                    |
| 2015 | Ты — моя нежность           | Наргиз Закирова | Максим Фадеев                       | Максим Фадеев        |
| 2015 | Я не верю тебе              | Наргиз Закирова | Евгений Курицын                     | Максим Фадеев        |
| 2015 | Holy Molly                  | MOLLY           | Максим Фадеев                       | -                    |
| 2016 | Прощай, мой друг            | Ольга Орлова    | Максим Фадеев                       | Максим Фадеев        |
| 2016 | Давай найдём друг друга     | Emin            | Алексей Голубев                     | Максим Фадеев        |
| 2016 | Я просто люблю тебя         | MOLLY           | Максим Фадеев                       | -                    |
| 2016 | Style                       | MOLLY           | Максим Фадеев                       | -                    |
| 2017 | Орлы или Вороны             | Григорий Лепс   | Евгений Курицын                     | Максим Фадеев        |
| 2018 | Притяженья больше нет       | SEREBRO         | Катерина Боловцова                  | ILUXA100             |
| 2019 | Мой Азербайджан             | Emin            | Юрий Ярушников                      | Михаил Соловьёв      |
| 2019 | Красивый мальчик            | MOLLY           | Максим Фадеев                       | Евгений Курицын      |
| 2019 | Береги меня                 | Евгения Майер   | Максим Фадеев, Михаил Приходько     | Евгений Антипов      |
| 2019 | О, мама                     | SEREBRO         | Максим Фадеев                       | Евгений Курицын      |
| 2020 | Гугуша                      | Максим Фадеев   | Максим Фадеев                       | Максим Фадеев        |

## Награды
- Заслуженный деятель искусств Российской Федерации (30 декабря 2022 года) — за большой вклад в развитие отечественной культуры и искусства, многолетнюю плодотворную деятельность[66]

| Год  | Артист                       | Композиция/ Видеоклип/ Альбом | Премия                                                         |
| ---- | ---------------------------- | ----------------------------- | -------------------------------------------------------------- |
| 1995 | Макс Фадеев                  | -                             | Премия «Звезда» «Лучший аранжировщик»                          |
| 1995 | Линда                        | альбом «Песни тибетских лам»  | «Альбом года» по версии журнала ОМ                             |
| 1995 | Линда                        | клип «Круг от руки»           | «Клип года» по версии журнала ОМ                               |
| 1995 | Линда                        | «Ляп-ляп-ляп»                 | «Песня года» по версии журнала ОМ                              |
| 1995 | Линда                        | -                             | «Певица года» по версии журнала ОМ                             |
| 1995 | Линда                        | -                             | Российская профессиональная премия «Звезда» «Певица года»      |
| 1995 | Линда                        | -                             | «Поколение-95» «Певица года»                                   |
| 1996 | Линда                        | «Северный ветер»              | «Песня года» по версии радио MAXIMUM                           |
| 1996 | Линда                        | -                             | «Певица года» по версии газеты «Живой звук»                    |
| 1997 | Линда                        | -                             | «Певица года» по версии газеты «Живой звук»                    |
| 1997 | Линда                        | «Никому я тебя не отдам»      | «Песня года» по версии радио MAXIMUM                           |
| 1997 | Линда                        | -                             | «Певица года» по версии газеты Московский комсомолец           |
| 1997 | Линда                        | -                             | «Певица года» по версии радиостанции Europa Plus               |
| 1998 | Линда                        | -                             | «Певица года» по версии газеты «Живой звук»                    |
| 1998 | Линда                        | -                             | «Певица года» по версии радиостанции Europa Plus               |
| 1998 | Линда                        | -                             | «Певица года» по версии газеты Московский комсомолец           |
| 1998 | Линда                        | альбом «Песни тибетских лам»  | Премия «Джем» «серебряный диск» за 250.000 проданных копий     |
| 1998 | Линда                        | альбом «Ворона»               | Премия «Джем» «платиновый диск» за 1.250.000 проданных копий   |
| 1998 | Линда                        | альбом «Ворона remix remake»  | "Премия «Джем» «золотой диск» за 500.000 проданных копий       |
| 2003 | Глюк’oZa                     | «Невеста»                     | Золотой граммофон                                              |
| 2003 | Глюк’oZa                     | «Невеста»                     | Золотой граммофон (Санкт-Петербург)                            |
| 2003 | Глюк’oZa                     | -                             | MTV EMA «Лучший исполнитель»                                   |
| 2003 | Глюк’oZa                     | «Невеста»                     | Песня года                                                     |
| 2003 | Юлия Савичева                | «Высоко»                      | Золотой граммофон                                              |
| 2003 | Катя Лель                    | «Мой мармеладный»             | Золотой граммофон (Санкт-Петербург)                            |
| 2003 | Катя Лель                    | «Мой мармеладный»             | Золотой граммофон                                              |
| 2004 | Катя Лель                    | «Муси-пуси»                   | Хит FM Стопудовый хит                                          |
| 2004 | Юлия Савичева                | «Believe me»                  | Хит FM Стопудовый хит                                          |
| 2004 | Глюк’oZa                     | «Жениха хотела»               | Золотой граммофон (Санкт-Петербург)                            |
| 2004 | Глюк’oZa                     | «Ой-ой»                       | Золотой граммофон                                              |
| 2004 | Юлия Савичева                | «Прости за любовь»            | Золотой граммофон                                              |
| 2004 | Иракли                       | «Лондон-Париж»                | Золотой граммофон                                              |
| 2004 | Иракли                       | «Лондон-Париж»                | Хит FM Стопудовый хит                                          |
| 2004 | Катя Лель                    | «Долетай»                     | Золотой граммофон                                              |
| 2004 | Катя Лель                    | «Долетай»                     | Золотой граммофон (Санкт-Петербург)                            |
| 2004 | Катя Лель                    | «Долетай»                     | Премия «Рекордъ» «Радиохит года»                               |
| 2004 | «Фабрика звёзд-2»            | «Сборник Фабрика звёзд-2»"    | Премия «Рекордъ» «Сборник года»                                |
| 2004 | Глюк’oZa                     | «Глюкоza Nostra»              | Премия «Рекордъ» «Альбом года»                                 |
| 2004 | Глюк’oZa                     | -                             | Премия Муз-ТВ «Прорыв года»                                    |
| 2004 | Юлия Савичева                | «Believe me»                  | Eurovision 2004 (11th place)                                   |
| 2005 | Алла Пугачёва                | «Спасибо, любовь»             | Песня года                                                     |
| 2005 | Глюк’oZa                     | «Юра»                         | «Новые песни о главном»                                        |
| 2005 | Глюк’oZa                     | «Юра»                         | Золотой граммофон Казахстан                                    |
| 2005 | Глюк’oZa                     | «Юра»                         | Золотой граммофон                                              |
| 2005 | Катя Лель                    | «Мой мармеладный»             | Золотой граммофон                                              |
| 2005 | Иракли                       | «Капли абсента»               | Золотой граммофон                                              |
| 2005 | Юлия Савичева                | альбом «Высоко»               | Премия «Рекордъ» «Альбом года»                                 |
| 2006 | Иракли                       | «Я с тобой»                   | «Новые песни о главном»                                        |
| 2006 | Глюк’oZa                     | «Свадьба»                     | «Песня года» (специальный приз от Аллы Пугачевой)              |
| 2006 | Юлия Савичева                | -                             | Премия «МУЗ-ТВ» «Лучшая исполнительница»                       |
| 2007 | SEREBRO                      | «Song #1»                     | Eurovision(3rd place)                                          |
| 2007 | SEREBRO                      | «Песня № 1»                   | Золотой граммофон                                              |
| 2007 | SEREBRO                      | «Song #1»                     | Золотой граммофон Санкт-Петербург                              |
| 2007 | SEREBRO                      | «Song #1»                     | Коммерсантъ рейтинг- Лучший дебют                              |
| 2007 | SEREBRO                      | «Song #1»                     | Звуковая дорожка МК Лучший дебют                               |
| 2007 | SEREBRO                      | «Song #1»                     | Песня года                                                     |
| 2007 | SEREBRO                      | «Песня #1»                    | Золотой граммофон Казахстан                                    |
| 2007 | SEREBRO                      | «Song № 1»                    | MTV RMA «Лучший дебют»                                         |
| 2007 | SEREBRO                      | «Дыши»                        | Первый канал «Новые песни о главном»                           |
| 2007 | SEREBRO                      | «Song #1»                     | «TNS Gallup Media» «Открытие года»                             |
| 2008 | SEREBRO                      | «Дыши»                        | Песня года                                                     |
| 2008 | SEREBRO                      | «Дыши»                        | Золотой граммофон                                              |
| 2008 | SEREBRO                      | «Опиум»                       | Песня года                                                     |
| 2008 | SEREBRO                      | «Опиум»                       | Золотой граммофон Санкт-Петербург                              |
| 2008 | SEREBRO                      | «Опиум»                       | MTV RMA «Лучший группа года»                                   |
| 2008 | Глюк’oZa                     | «Бабочки»                     | Песня года                                                     |
| 2009 | Глюк’oZa                     | «Деньги»                      | Песня года                                                     |
| 2009 | SEREBRO                      | «Сладко»                      | Песня года                                                     |
| 2009 | SEREBRO                      | «Скажи, не молчи»             | Золотой граммофон                                              |
| 2009 | SEREBRO                      | «Скажи, не молчи»             | Золотой граммофон Санкт-Петербург                              |
| 2009 | SEREBRO                      | «Сладко»                      | Золотой граммофон                                              |
| 2009 | SEREBRO                      | «Сладко»                      | «Лучшие песни 2009»                                            |
| 2009 | SEREBRO                      | «Скажи, не молчи»             | Бог Эфира в номинации «Радиохит-группа»                        |
| 2009 | Елена Терлеева               | «Люби меня, люби»             | Бог Эфира в номинации «Радиохит-исполнительница»               |
| 2010 | SEREBRO                      | «Не время»                    | OE TV «Best international video»                               |
| 2010 | SEREBRO                      | «Не время»                    | Песня года                                                     |
| 2010 | KIT-I                        | «Осень»                       | OE TV «Лучшая песня года», «Самая искренняя номинация»         |
| 2010 | Milana                       | «Our love is alive»           | OE TV «Прорыв года»                                            |
| 2010 | Юлия Савичева                | «Москва-Владивосток»          | Песня года                                                     |
| 2011 | SEREBRO                      | «Мама Люба»                   | Песня года                                                     |
| 2011 | SEREBRO                      | «Давай держаться за руки»     | Первый канал «20 лучших песен»                                 |
| 2011 | SEREBRO                      | «Опиум»                       | Золотой граммофон Украина"                                     |
| 2012 | SEREBRO                      | «Мама Люба»                   | «Лучший танцевальный трек» премия RU.TV                        |
| 2012 | SEREBRO                      | «Мало тебя»                   | «Лучшая песня года» премия Real Music box                      |
| 2012 | SEREBRO                      | «Мало тебя»                   | Первый канал «20 лучших песен»                                 |
| 2012 | SEREBRO                      | «Мало тебя»                   | Песня года                                                     |
| 2012 | Глюк’oZa                     | «Возьми меня за руку»         | Золотой граммофон                                              |
| 2012 | SEREBRO                      | «Мало тебя»                   | Группа года MTV Russia                                         |
| 2014 | Юлия Савичева                | «Невеста»                     | Песня года                                                     |
| 2015 | Наргиз Закирова              | «Ты — моя нежность»           | «Певица года» премия Real Music box                            |
| 2015 | Наргиз Закирова              | «Ты — моя нежность»           | «Лучший рок — проект» премия RU.TV                             |
| 2015 | Наргиз Закирова              | «Ты — моя нежность»           | Золотой граммофон                                              |
| 2015 | Наргиз Закирова              | «Ты — моя нежность»           | Песня года                                                     |
| 2016 | Максим Фадеев                | -                             | Лучший композитор десятилетия Муз-ТВ                           |
| 2017 | Наргиз Закирова              | «Вдвоём»                      | Золотой граммофон                                              |
| 2022 | Максим Фадеев                | «Останься»                    | Золотой граммофон                                              |
| 2024 | Максим Фадеев и Маша Гулевич | "Скажите детям"               | Национальная премия интернет-контента, "Музыкальный трек года" |